# Вук Јеремић
Вук Јеремић (Београд, 3. јул 1975) српски је политичар и дипломата. Јеремић је био председник Генералне скупштине Уједињених нација од 2012. до 2013. и министар спољних послова Србије од 2007. до 2012. године.
Почетком 1990-их Јеремић и његови родитељи били су приморани да напусте Југославију након сукоба са комунистичком владом у земљи. Јеремић је дипломирао 1998. на Кембриџу, односно 2003. на Харварду и био је активан у неколико продемократских студентских покрета током 1990-их. Почетком 2000-их придружио се, како је The New York Times оценио, „влади која је најзападнија” у Србији као саветник председника Бориса Тадића. У мају 2007. Јеремић је именован за министра спољних послова. Током свог мандата, предводио је оштро противљење Србије једностраној сецесији Косова, српске власти су ухапсиле један број осумњичених за ратне злочине и изручиле их Хашком трибуналу, а дошло је и до значајног побољшања односа између Србије и Запада. Године 2009. Европска унија је укинула сва визна ограничења за грађане Србије, а 2012. је прогласила земљом кандидата за чланство.
Јеремић је најмлађа особа икада која је била на функцији председника Генералне скупштине Уједињених нација. Његов мандат је довео до тога да је Палестина добила статус нечланице посматрача у Генералној скупштини, Генерална скупштина је усвојила Споразум о трговини наоружањем, који је имао за циљ да регулише међународну трговину конвенционалним оружјем, а прогласио 6. април Међународним даном спорта за развој и мир. Јеремић себе описује „ватреним, проевропским политичарем”. Актуелни је председник Центра за међународне односе и одрживи развој и главни уредник глобалног часописа о јавној политици на енглеском језику, Horizons. Јеремић је био кандидат у трци да наследи Бан Ки-Муна на месту генералног секретара Уједињених нација 2016. године, заузевши друго место, иза Антонија Гутереса. Неуспешно се кандидовао на председничким изборима у Србији 2017. као независни кандидат. У октобру 2017. основао је Народну странку десног центра. Децембра 2023. поднео је оставку на место председника Народне, након лошег резултата на изборима.

## Биографија

### Порекло и образовање
Родитељи Вука Јеремића су Сена и Михајло Јеремић, бивши директор компаније Југопетрол, родом из Чачка. Деда и баба по мајци су дипломата Шериф Буљубашић и Садета Поздерац, директорка Друге београдске гимназије. Њен отац је Нурија Поздерац, потпредседник АВНОЈ-а, а деда Мурат-ага Поздерац, један од лидера Цазинске крајине у доба османске владавине у БиХ.
Завршио је Прву београдску гимназију где му је психологију предавао Борис Тадић. Дипломирао теоријску и експерименталну физику 1998. године на Кембриџу. Мастер диплому у сфери државне администрације и међународног развоја (Master in Public Administration in International Development) стиче 2003. године на Харварду (Harvard Kennedy School).

### Политичка каријера
У политику улази као члан Демократске странке. Након што је 2004. године Борис Тадић постао председник Србије, Јеремић је постао његов саветник задужен за спољну политику.
За министра спољних послова Републике Србије изабран је 15. маја 2007. године, бирањем друге Владе Војислава Коштунице, а на истој функцији је остао и након избора Владе Мирка Цветковића, 7. јула 2008. године.

#### Председавајући Генералне скупштине УН и кандидат за Генералног секретара УН
За председника Генералне скупштине Уједињених нација изабран је 8. јуна 2012. године. Од укупно 190 држава колико их је гласало, Јеремић је добио 99 гласова, а његов противкандидат литвански посланик Далиујус Чекуолис освојио је 85 гласова. На дужност је ступио 18. септембра 2012. године.
Током Јеремићевог председавања Генералном скупштином Уједињених нација, Палестини је након 65 година, Резолуцијом 67/19 признат статус државе посматрача у Уједињеним нацијама. Усвојен је и први међународни Споразум о трговини оружјем, први правно обавезујући инструмент у историји Уједињених нација који је успоставио заједничке стандарде међународног трансфера конвенционалног наоружања.
Године 2016. био је кандидат Србије за Генералног секретара Организације Уједињених нација. На завршном гласању је освојио друго место, од укупно 13 кандидата. На овим изборима победио је португалски кандидат Антонио Гутереш.

#### Демократска странка
Дана 14. фебруара 2013. године, Извршни одбор је искључио Јеремића из Демократске странке због непоштовања партијске дисциплине, кршења Статута странке и одлуке Главног одбора по коме су бивши министри били у обавези да врате мандат странци. Бивши министар Душан Петровић по истом основу је искључен 31. јануара 2013. године. Јеремић је због те одлуке поднео тужбу Уставном суду и након одбијања тужбе напустио ДС.

#### Председнички избори и оснивање странке
Учествовао је на изборима за председника Србије 2017. године као кандидат Групе грађана „Морамо боље” и завршио на четвртом месту освојивши 206.676 гласова (5,66%). 22. октобра исте године, са групом политичара и јавних личности основао је Народну странку, након чега је изабран за њеног председника. Поднео је оставку на функцију председника Народне, након што његова странка није успела да пређе цензус на изборима одржанима 17. децембра 2023.
Јеремић се 2024. придружио српском тиму у дипломатској борби против усвајања Резолуције о Сребреници у Уједињеним Нацијама.

## Лични живот
Ожењен је Наташом Јеремић, новинарком и ТВ водитељком.
Од 2011. до 2015. године био је председник Тениског савеза Србије.
Такође је председник Центра за међународну сарадњу и одрживи развој (ЦИРСД).